# Beijing University of Technology Gymnasium
Koordinaten: 39° 52′ 16″ N, 116° 28′ 39″ O

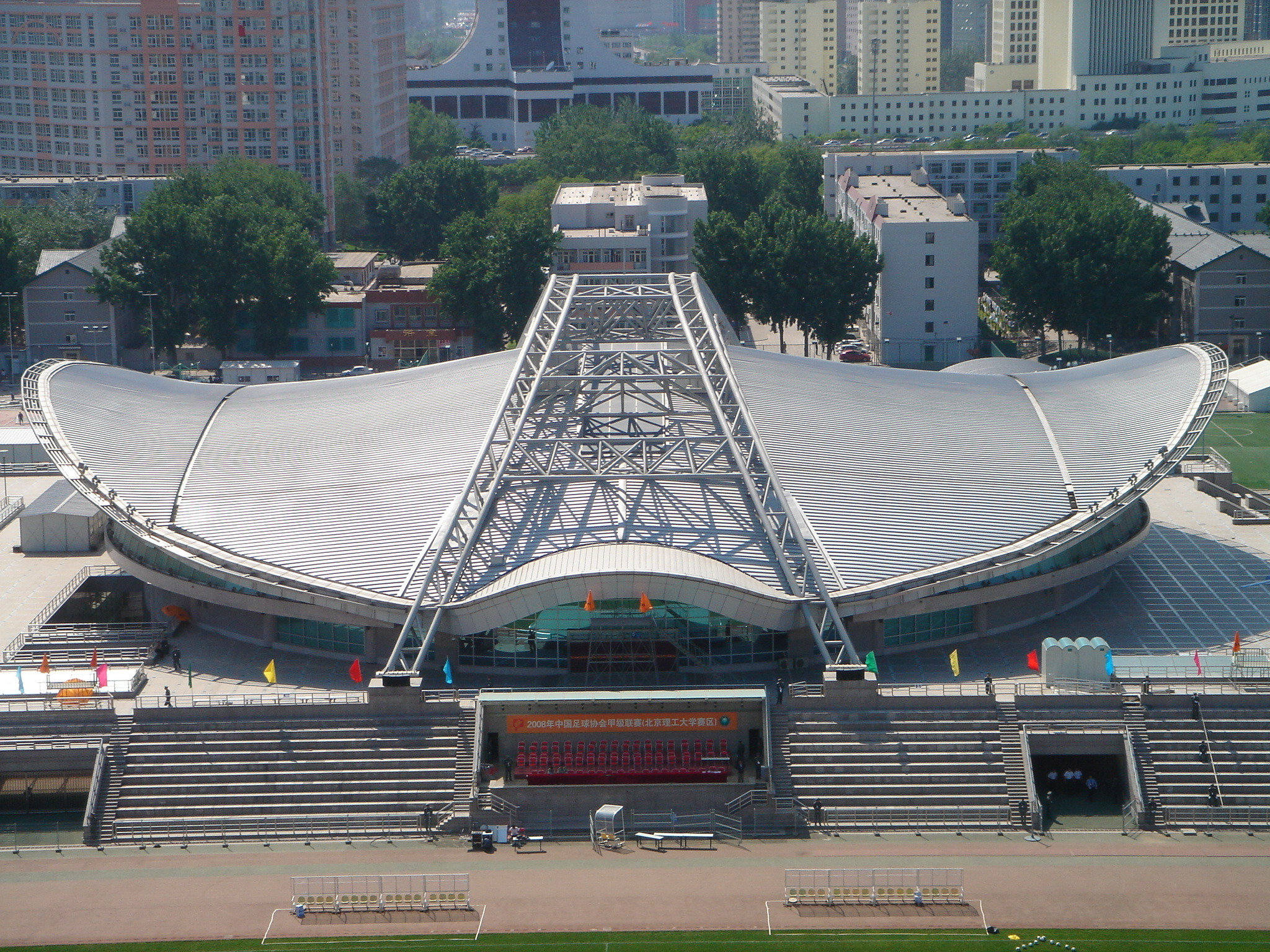
Außenaufnahme

Das Beijing University of Technology Gymnasium (chinesisch 北京工業大學體育館, Pinyin Běijīng Gōngyè Dàxué Tǐyùguǎn) ist eine 2007 eröffnete Sportstätte der Polytechnischen Universität Peking.

## Daten
Die Halle wurde für die Olympischen Spiele 2008 neu gebaute Halle bietet auf einer Fläche von 24.383 Quadratmetern 5.800 feste und 1.700 temporäre Sitzplätze. Im Dezember 2007 fand in der Halle das Protour-Finale der ITTF statt. In der Sporthalle fanden bei den Olympischen Sommerspielen 2008 die Wettbewerbe im Badminton und in der Rhythmischen Sportgymnastik statt. 